# Heinrich Gundelfingen
Heinrich von Gundelfingen (* vermutlich zwischen 1440 und 1445 in oder bei Konstanz; † kurz vor dem 26. April 1490 in Waldkirch) war ein Frühhumanist und Hochschullehrer für Rhetorik.
Heinrich war der Sohn des Niklaus von Gundelfingen, dem Mentor von Felix Hemmerli und Propst zu Beromünster, wo er 1480 selbst Kanoniker wurde. Sein Großvater war der Abt des Klosters St. Gallen Heinrich von Gundelfingen (1411–1418, resigniert). Er studierte in Heidelberg und Freiburg im Breisgau. In Freiburg wurde er 1471/1472 der erste Inhaber der Lekturen für Poesie und Redekunst (ars oratoria). Seit 1486 lebte er im Kollegiatstift Waldkirch.
Heinrich verfasste eine Reihe von Werken, fast ausschließlich in lateinischer Sprache, darunter auch eine österreichische Chronik sowie die lateinisch und deutsch überlieferte Chronik Das Herkommen der Schwyzer und Oberhasler.
Im Winter 1480/81 besuchte Heinrich Gundelfingen nach ungesicherten Quellen den Eremiten Niklaus von Flüe (Bruder Klaus) im Ranft im Kanton Obwalden in der Schweiz. Er begann daraufhin mit der aufwändigen Arbeit einer Handschrift, welche ein Offizium und eine Historie über den Eremiten enthält, die er der Stadt Luzern schenkte. Im Vorwort der Historia Nicolai datierte Henricus Gundelfingen mit: Waldkirch Idus Augusti 1488. Die Biografie enthält die Skizze eines Rades, angefertigt mit einem Zirkel und einem Bleistift. Der Mittelpunkt von vier konzentrischen Kreisen ist nicht eingezeichnet, aber als Nadeleinstich (Loch, Krater) vorhanden. Im Latein werden für «Lichtstrahl» und «Radspeiche» die gleichen Wörter verwendet: «radius» oder «radiolus». Diese Radskizze ist eine schematische Vereinfachung eines mit Temperafarben bemalten Tuches, das Bruder Klaus besaß und das heute bekannt ist als «Sachsler Meditationsbild».